# 에어버스 A320 패밀리
에어버스 A320 패밀리(영어: Airbus A320 Family)는 에어버스에서 개발한 중·단거리용 쌍발 협동체 항공기 기종으로, 에어버스가 보잉 727 및 보잉 737에 대적하기 위해 개발한 협동체 기종이다. A320 시리즈는 A318, A319, A320, A321을 포함하며 각 기종은 크기의 차이를 제외하면 거의 비슷하다. 1970년대 유류 파동(오일쇼크)의 영향으로 연료 효율이 뛰어나도록 설계되었으며, 에어버스 최초로 플라이 바이 와이어 시스템을 도입하였다. 뛰어난 연료효율과 다양한 모델 덕분에 저비용 항공사들에서 많이 이용되고 있다.
프랑스 외에 미국 앨라배마주 모빌에 있는 에어버스의 미국 현지공장에서도 생산되며, 델타 항공 등의 미주 항공사에 공급하고 있다.
대한민국에서는 에어부산, 에어서울, 에어로케이항공, 아시아나항공이 A320이나 A321, A321neo 등을 쓰고 있다. 대한항공은 2세대 기종인 에어버스 A321neo 패밀리부터 도입했다.

## 개발

### 배경
A300의 성공에 이어, 에어버스는 당시의 베스트셀러 3발 협동체 항공기였던 보잉 727을 대체하는 새로운 협동체 항공기를 개발하기 시작한다. 새로운 에어버스는 거의 동일한 사이즈이지만, 보잉 727에 비해 향상된 운항 경제성과 다양한 실내 구성을 제공하게 된다.
1970년대의 유류 파동 이후, 에어버스는 항공기의 연료 소비를 최소화할 필요가 있었다. 따라서, 에어버스는 플라이 바이 와이어(fly-by-wire) 비행 제어, 복합 소재 기체, 적재된 연료를 이용한 무게 중심 제어, 글래스 칵핏, 그리고 항공기관사가 필요 없이 기장-부기장의 2명으로만 조종되는 시스템을 실현했다. 결과적으로, A320은 보잉 727의 절반 정도의 연료만 소모한다.

## 경쟁

### 경쟁 상대
A320 패밀리는 보잉 737 클래식 (보잉 737-300/400/500)과 맥도넬 더글러스 맥도넬더글러스 MD-80/맥도넬더글러스 MD-90과 경쟁하기 위해 개발되었고, 출시 약 20년 후에 보잉 737-NG(보잉 737-600/700/800/900)과 보잉 717과의 경쟁에 직면하게 된다. 2011년 8월 기준으로, 에어버스 A320 패밀리와의 주요 경쟁상대는 보잉 737-NG이고, 각 기종별 경쟁 상대로써는, A318 - 엠브라에르 E195와, A319 - 봄바디어 C시리즈가 있다.

## 세부 기종

### 에어버스 A318

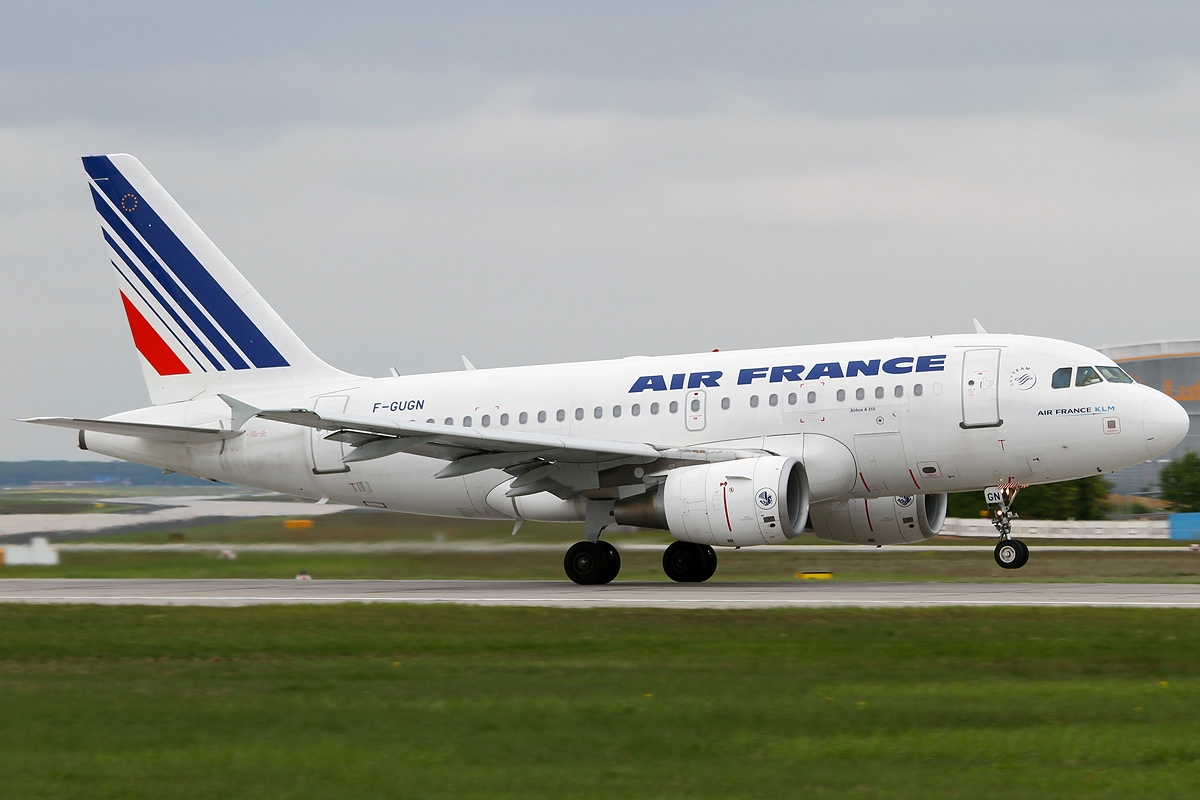
에어 프랑스의 에어버스 A318

에어버스 A318은 에어버스 A320 시리즈 중 가장 짧은 기종으로 기체 명칭은 AE316가 있었지만 그 후이 프레임 워크를 원안으로 몇 가지 변천을 받고 1999년에 개발을 발표했다. 최대 132명의 승객을 탑승하며 최대 5,700 km를 순항할 수 있다. 이 기종은 프론티어 항공에 최초로 인도되었다.

### 에어버스 A319

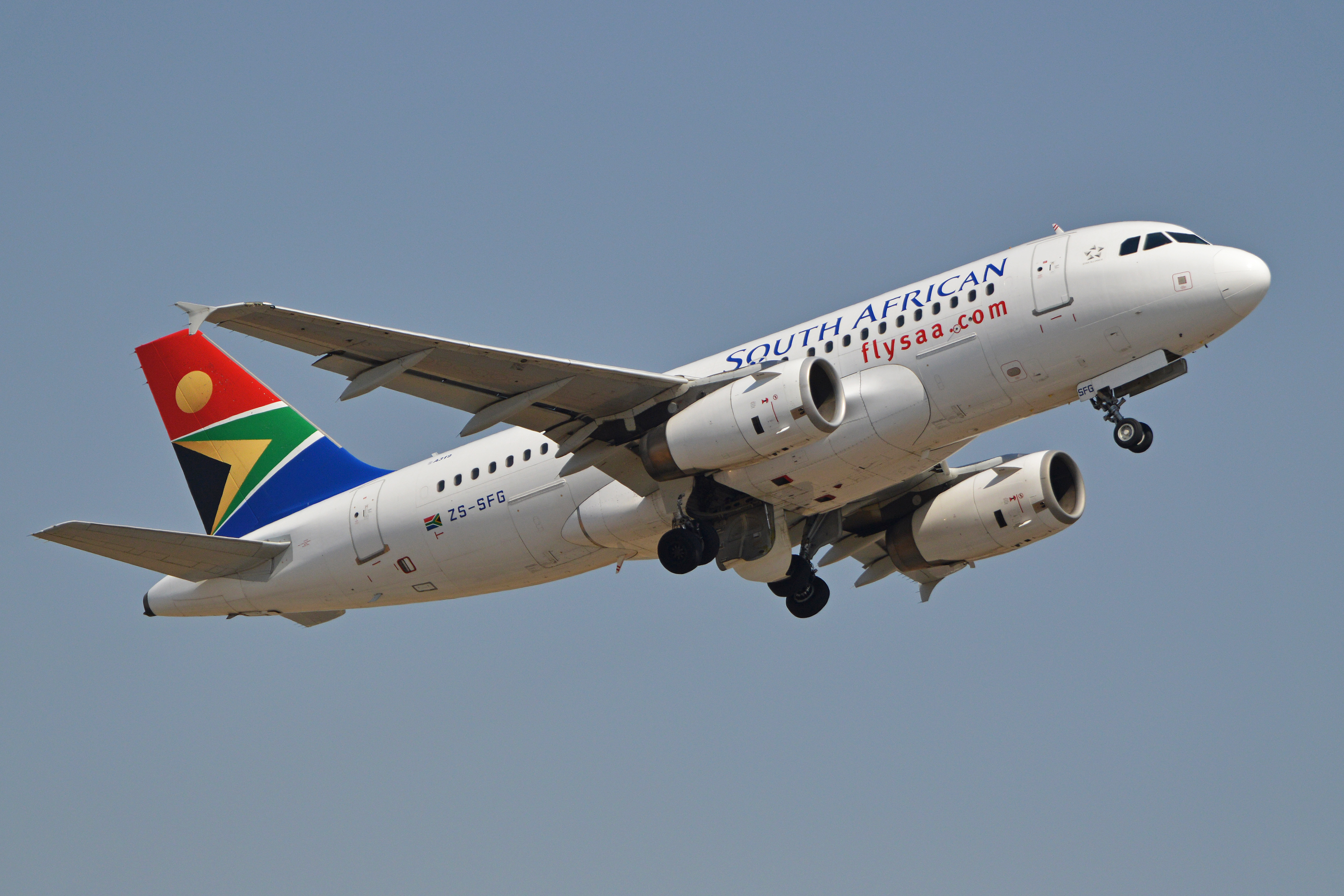
남아프리카 항공의 에어버스 A319

에어버스 A319는 기존의 A320 동체를 날개 전후 두 곳에서 단축하고 엔진 추력 감소 형식으로 변경하고 시스템 최적화한 기종으로, 후방에 화물실 및 대량 화물칸을 변경했다. A320 시리즈 중 가장 항속거리가 길며 보잉 737-700의 경쟁기종이기도 하다. 현재 유나이티드 항공, 이지젯 등 미주 및 유럽권 항공사에서 대거 운용되고 있다. 상업 운항용보다 전용기(ACJ) 수요가 상대적으로 많았다.

### 에어버스 A320

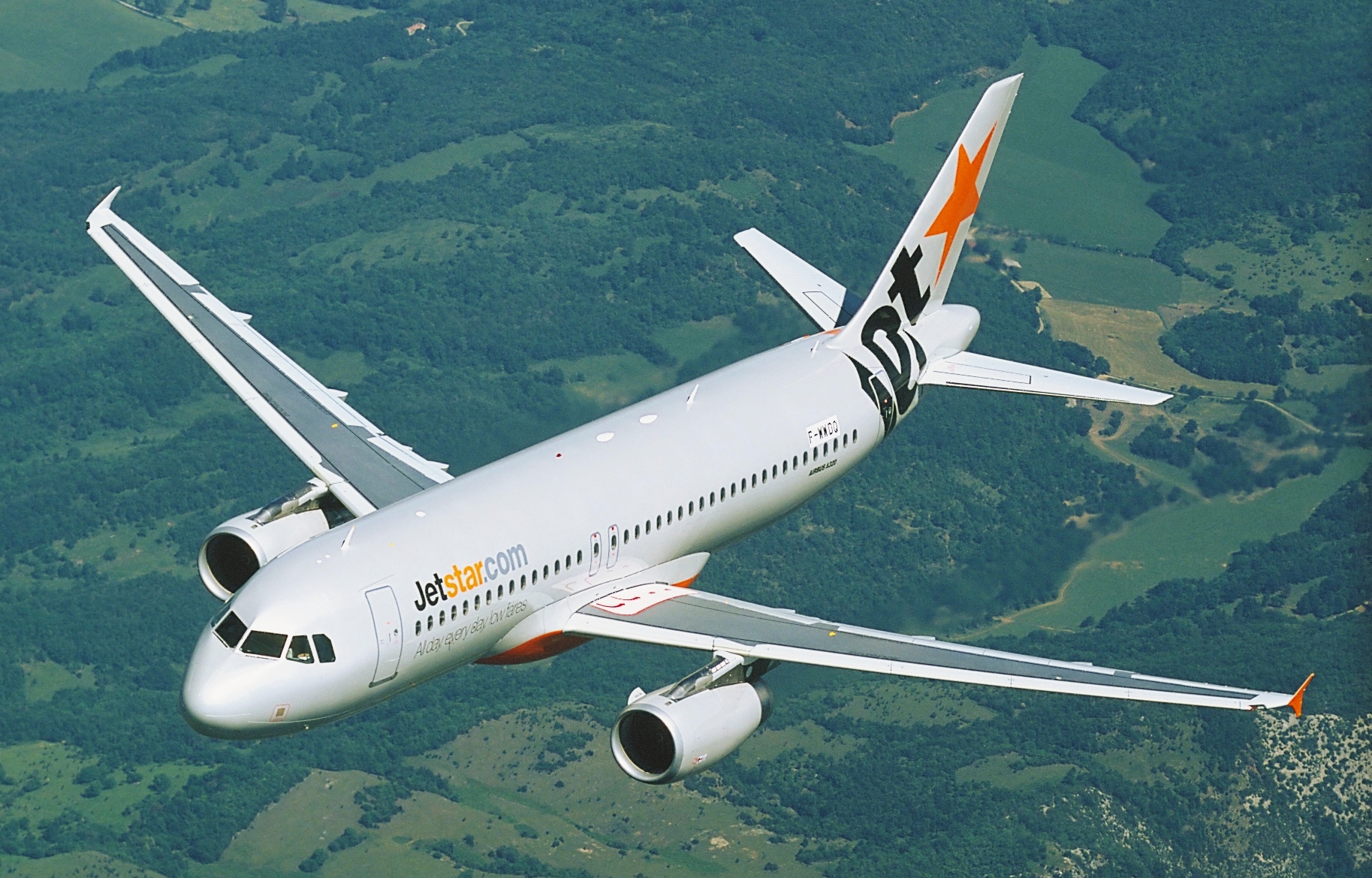
젯스타 항공의 에어버스 A320

에어버스 A320은 1987년 2월 22일에 최초로 취항했으며 이후 날개 중앙에 연료 탱크를 증가했다. A320-200에 주문이 집중했기 때문에 A320-100 항공기는 21대만 생산한 후 사실상 단종되고 말았다. 국내에서는 에어부산과 에어로케이항공이 있으며, 이 외에도 델타 항공, 아메리칸 항공, 중국남방항공 등 여러 항공사에서 흔히 볼 수 있다.

### 에어버스 A321

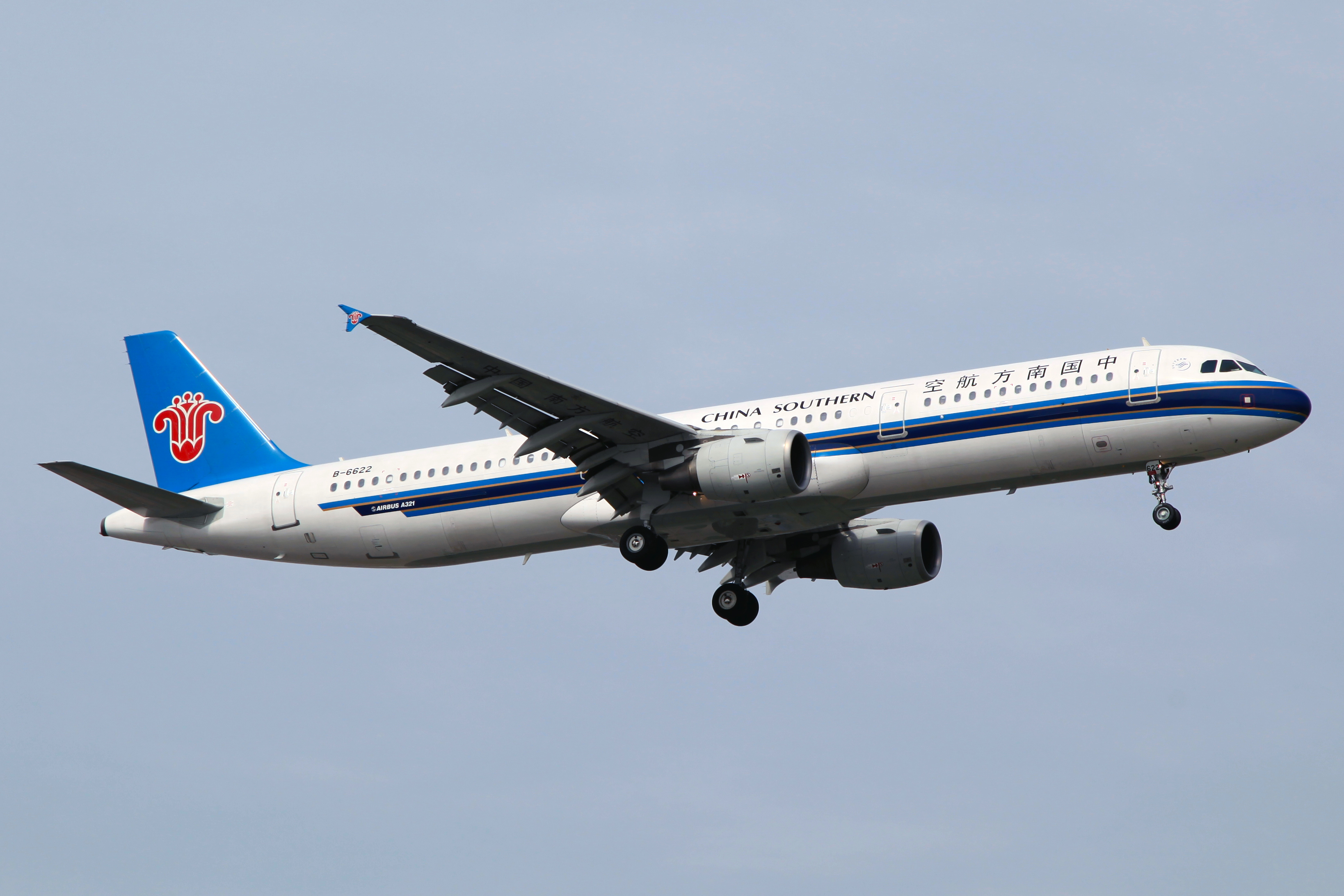
중국남방항공의 에어버스 A321

에어버스 A321은 노후된 보잉 757-200를 대체함과 동시에 보잉 737-900ER과의 경쟁을 위해 기존 A320의 동체에서 날개 전후 두 곳을 연장하고 엔진 추력 증가 형으로 변경했다. 그러나 현재는 보잉 757의 대체용으로 도입중이다. 또한 비상 탈출을 쉽게 하기 위해 기체 비상구의 구조를 재설계하고 착륙 장치 구조의 일부를 강화한 기종이다. 대한민국에서는 아시아나항공, 에어부산, 에어서울에서 운용하고 있다. 또한, 최초 인도 업체는 루프트한자이다. 후속 기종인 A321neoLR 기종은 2020년에 에어부산이 최초로 도입하였다.
마지막으로 도입한 업체는 델타 항공으로, 델타의 인도분을 마지막으로 A321은 물론 1세대 A320 라인업이 단종되고 A320neo로 완전히 이관됐다.

## 제원
| 기종             | A318-100                               | A319-100                                  | A320-100, 200                             | A321-100, 200                             |
| ---------------- | -------------------------------------- | ----------------------------------------- | ----------------------------------------- | ----------------------------------------- |
| 파일럿           | 2명                                    | 2명                                       | 2명                                       | 2명                                       |
| 승객 수용량      | 132 (1-class) 100 (2-class)            | 160 (1-class) 124 (2-class)               | 195 (1-class) 148 (2-class)               | 240 (1-class) 185 (2-class)               |
| 동체 길이        | 31.45 미터 (103 피트 2 인치)           | 33.84 미터 (111 피트)                     | 37.57 미터 (123 피트)                     | 44.51 미터 (146 피트)                     |
| 날개 폭          | 34.10 미터 (111 피트 10 인치)          | 34.10 미터 (111 피트 10 인치)             | 34.10 미터 (111 피트 10 인치)             | 34.10 미터 (111 피트 10 인치)             |
| 날개 후퇴각도    | 25°                                    | 25°                                       | 25°                                       | 25°                                       |
| 높이             | 12.56 m (41 피트 2 인치) (건물4층높이) | 11.76 미터 (38 피트 7 인치) (건물4층높이) | 11.76 미터 (38 피트 7 인치) (건물4층높이) | 11.76 미터 (38 피트 7 인치) (건물4층높이) |
| 실내 폭          | 3.70 미터 (12 피트 1 인치)             | 3.70 미터 (12 피트 1 인치)                | 3.70 미터 (12 피트 1 인치)                | 3.70 미터 (12 피트 1 인치)                |
| 동체 폭          | 3.95 미터. (13 피트)                   | 3.95 미터. (13 피트)                      | 3.95 미터. (13 피트)                      | 3.95 미터. (13 피트)                      |
| 체공중량         | 39,300 킬로그램 (86,650 파운드)        | 40,600 킬로그램 (89,950 파운드)           | 42,400 킬로그램 (93,500 파운드)           | 48,200 킬로그램 (106,300 파운드)          |
| 최대 이륙 중량   | 68,000 킬로그램 (149,900 파운드)       | 75,500 킬로그램 (166,500 파운드)          | 77,000 킬로그램 (169,000 파운드)          | 93,500 킬로그램 (206,100 파운드)          |
| 경제 속도        | 마하 0.78                              | 마하 0.78                                 | 마하 0.78                                 | 마하 0.78                                 |
| 최대 속도        | 마하 0.82                              | 마하 0.82                                 | 마하 0.82                                 | 마하 0.82                                 |
| 활주 거리        | 1,355 미터 (4,446 피트)                | 1,950 미터 (6,398 피트)                   | 2,090 미터 (6,857 피트)                   | 2,180 미터 (7,152 피트)                   |
| 항속거리         | 5,950 킬로미터 or 3250 해리            | 6,800 킬로미터 or 3700 해리               | 5,700 킬로미터 or 3000 해리               | 5,600 킬로미터 or 3050 해리               |
| 최대 연료 적재량 | 23,860 리터 or 6,300 갤런              | 29,840 리터 or 7,885 갤런                 | 29,680 리터 or 7,842 갤런                 | 29,680 리터 or 7,842 갤런                 |
| 운용 고도        | 39,000 피트 (11,877 미터)              | 39,000 피트 (11,877 미터)                 | 39,000 피트 (11,877 미터)                 | 39,000 피트 (11,877 미터)                 |
| 엔진             | 2 × PW6122A 2 × CFM56-5                | 2 × IAE V2500 2 × CFM56-5                 | 2 × IAE V2500 2 × CFM56-5                 | 2 × IAE V2500 2 × CFM56-5                 |

## 같이 보기
- 에어버스 A320neo 패밀리